# Evguéni Grichkovets
Evguéni Valeriévitch Grichkovets (en russe : Евгений Валерьевич Гришковец), né le 17 février 1967 à Kemerovo, est un artiste russe, écrivain, dramaturge, metteur en scène, acteur, chanteur.

## Biographie
Alors qu'il est encore écolier, Evguéni Grichkovets déménage avec toute sa famille à Léningrad, où son père est diplômé de l'UEESP. Après un certain temps, la famille retourne vivre à Kemerovo. 
Il termine ses études secondaires en 1984 et entre à la faculté de philologie de l'Université d'État de Kemerovo. Il doit néanmoins interrompre ses études en deuxième année pour accomplir son service militaire.
Il sert dans la flotte du Pacifique, sur l'île Rousski et dans le village de Zavety Ilitcha, rattaché à la ville de Sovietskaïa Gavan,. À cette époque, il prend part à des spectacles de théâtre amateur.
En 1988, il est envoyé dans les réserves et reprend ses études. Parallèlement, il fait du théâtre en studio et des numéros de mime à l'université.
Durant l'été 1990, il tente de passer à l'Ouest, mais change vite d'avis.
En 1990, il met sur pied à Kemerovo le théâtre indépendant "Loja", qui mettra en scène 10 spectacles en 7 ans.
En 1998, il part vivre à Kaliningrad. Au même moment, il présente pour la première fois son spectacle Comment j'ai mangé du chien (ru), monologue où le personnage évoque son enfance jusqu'à son service militaire en tant que matelot sur l'île Rousski. En 2000, cette pièce reçoit un Masque d'or dans la catégorie "Innovation" et "Prix des critiques".
Même s'il vit à Kaliningrad, Grichkovets part régulièrement en tournée dans toute la Russie, mais aussi en Europe, où il participe à de nombreux festivals prestigieux (Avignon, Vienne, Paris, Bruxelles, Zurich, Munich, Berlin). En plus de ses pièces de théâtre, Grichkovets écrit des livres et enregistre des albums de musique.
En février 2011, il annonce la fermeture de son blog LiveJournal et l'ouverture de son site odnovremenno.com, où sont disponibles tous les posts de son ancien blog.
À l'été 2012, Grichkovets participe à l'expédition "Arctique russe" à bord du navire Professeur Moltchanov. Le but de cette expédition est de compter les ours polaires. Tout au long du voyage, Grichkovets tient un journal de bord qui sortira plus tard sous le titre Почти рукописная жизнь.
Evguéni Grichkovets est marié à sa femme Elena, avec qui il a trois enfants: Natalia, Alexandre et Maria.

## Œuvre

### Littérature

#### Spectacles
- 1998 — Как я съел собаку.
  - Publié en français sous le titre Comment j'ai mangé du chien, traduction d'Arnaud Le Glanic, éditions Les Solitaires intempestifs, 2002,  (ISBN 978-2-84681-036-4).
- 1999 — ОдноврЕмЕнно.
  - Publié en français sous le titre En même temps, traduction d'Arnaud Le Glanic, éditions Les Solitaires intempestifs, 2003,  (ISBN 978-2-84681-050-0).
- 1999 — Зима.
  - Publié en français sous le titre Hiver, traduction de Tania Moguilevskaia et Gilles Morel, éditions Les Solitaires intempestifs, 2001,  (ISBN 978-2-912464-95-8).
- 1999 — Записки русского путешественника.
- 2001 — Город
  - Publié en français sous le titre La Ville, traduction d'Arnaud Le Glanic, éditions Les Solitaires intempestifs, 2004,  (ISBN 978-2-84681-108-8).
- 2001 — Планета
  - Publié en français sous le titre Planète, traduction d'Arnaud Le Glanic, éditions Les Solitaires intempestifs, 2003,  (ISBN 978-2-84681-037-1).
- 2001 — Дредноуты.
- 2003 — Осада.
- 2004 — Дядя Отто болен.
- 2005 — По По.
- 2009 — Дом (coécrit par Anna Matisson).
- 2009 — +1.
- 2012 — Прощание с бумагой.

Les spectacles «Как я съел собаку», «ОдноврЕмЕнно», «Дредноуты», «+1», «Прощание с бумагой» sont interprétés par le seul Grichkovets; pour les pièces «Планета», «По По» et «Титаник», il est accompagné d'une troupe; certaines («Осада», «Зима», etc.) sont interprétées par d'autres troupes sous la direction d'autres metteurs en scène.

#### Livres

##### Romans
- 2004 — Рубашка
  - Publié en français sous le titre La Chemise, traduction de Joëlle Roche-Parfenov et Michel Parfenov, éditions Actes Sud, 2007,  (ISBN 978-2-7427-6814-1).
- 2008 — Асфальт

##### Nouvelles
- 2005 — Реки
- 2010 — А.....а

##### Essai
- 2012 — Письма к Андрею. Записки об искусстве.[6],[7]

##### Pièces
- 2005 — Зима
- 2010 — Сатисфакция
- 2014 — Уик Энд

##### Recueils
- 2006 — Планка
  - Publié en français sous le titre Le Taquet, traduction de Stéphane A. Dudoignon, éditions Bleu autour, 2007,  (ISBN 9782358480376).
- 2007 — Следы на мне
- 2014 — Боль

##### Livres basés sur sonLJ
- 2008 — Год жжизни
- 2009 — Продолжение жжизни
- 2011 — 151 эпизод жжизни
- 2012 — От жжизни к жизни
- 2013 — Почти рукописная жизнь
- 2014 — Одновременно: жизнь

### Discographie
- 2003 — Сейчас
- 2004 — Петь
- 2007 — Секунда
- 2010 — Радио для одного
- 2013 — Ждать Жить Ждать

### Filmographie
- 1997 — Убить русского
- 2002 — Деньги
- 2002 — Азазель
- 2003 — Прогулка
- 2005 — Не хлебом единым
- 2005 — В круге первом
- 2008 — Тринадцать месяцев
- 2009 — Московский фейерверк
- 2010 — Сатисфакция
- 2014 — Большие приключения маленького Сашки Крапивкина

## Prix et récompenses
- 1999 — Prix Antibooker dans la catégorie "Trois sœurs" (théâtre) pour les pièces Зима et Записки русского путешественника.
- 2000 — «Masque d'or» dans les catégories Innovation et Prix des critiques.
- 2000 — Prix "Trioumf".
- 2004 — Représentation de toutes les pièces/monologues d'Evguéni Grichkovets en une journée au festival Masque d'or, évènement inscrit au Guinness Book des Records.
- 2011 — Grichkovets est fait citoyen d'honneur de la ville de Kaliningrad[8].

## Référence
1. ↑  Евгений Гришковец, « Сахалин » [archive du 11 juin 2013], odnovremenno.com (initialement LiveJournal),‎ 21 septembre 2010 (consulté le 11 juin 2013) : « После учебного отряда на Русском острове меня отправили служить в Сахалинскую флотилию, которая базировалась в районе города Советская гавань »
2. ↑  Елена Мироненко, « Гришковца включили в ЕГЭ » [archive du 11 juin 2013], Тихоокеанская звезда,‎ 7 juin 2008 (consulté le 11 juin 2013) : « А служил я в поселке Заветы Ильича »
3. ↑  Игорь Шевелев, « Театр и жизнь русского путешественника » [archive du 24 juin 2013], «Театральный смотритель» (изначально газета «Время МН»),‎ 12 mars 2001 (consulté le 20 juin 2013) : « И в начале лета 90-го года я поехал в Берлин с тем, чтобы дождаться, когда фактически упразднят границы, чтобы перебраться на Запад »
4. ↑  Le Monde, "Evguéni Grichkovets, Contes intimes", 6 décembre 2002
5. ↑  Евгений Гришковец, « Последний пост в жж » [archive du 28 avril 2013], odnovremenno.com (initialement LiveJournal),‎ 17 février 2011 (consulté le 26 avril 2013)
6. ↑  Кирилл Решетников, « Художнику нельзя давать денег (интервью) » [archive du 7 juillet 2013], Взгляд.ру,‎ 19 novembre 2012 (consulté le 7 juillet 2013)
7. ↑  Алексей Крижевский, Дмитрий Проскуровский, « Я устал изображать (Евгений Гришковец о своей книге «Письмах к Андрею», внутреннем родстве с Тарковским и подробностях выкупа архива режиссера на торгах в Лондоне) » [archive du 7 juillet 2013], Газета.Ru,‎ 14 décembre 2012 (consulté le 7 juillet 2013)
8. ↑  « Драматург Евгений Гришковец стал почетным гражданином Калининграда » [archive du 28 avril 2013], Ria Novosti,‎ 7 septembre 2011 (consulté le 26 avril 2013)